# Friedrich Alexander Leopold Cranz
Friedrich Alexander Leopold Cranz (* 12. Mai 1807 in Berlin; † 27. August 1878 in Posen) war ein deutscher evangelisch-lutherischer Geistlicher.

## Leben
Friedrich Cranz war der Sohn des späteren Geheimen Registrators im preußischen Landwirtschaftsministerium Friedrich Wilhelm Cranz und dessen Ehefrau Friederique Magdalene geborene Tagleb.
Er besuchte das Friedrich-Werdersche Gymnasium in Berlin, wo er 1823 das Abitur ablegte. Danach studierte er Theologie in Berlin und Halle und wurde 1833 zum ordiniert. In Torgau erhielt er eine Stelle als Divisionsprediger. In dieser Zeit lernte er Friederike von Schaper, die Tochter des preußischen Generalleutnants Heinrich Johann von Schaper, kennen, die er 1839 heiratete. Sein Schwiegervater förderte seine weitere Karriere und setzte ihn als Mitbelehnten des Rittergutes Falkenberg/Elster ein.
1840 wurde Cranz zum ersten militärischen Prediger von Posen ernannt, 1846 Mitglied des Konsistoriums und 1855 Generalsuperintendent der Kirchenprovinz Posen. Er war zugleich Oberpfarrer an der St.-Pauli-Kirche in Posen.
1850 war er Mitglied im Volkshaus des Erfurter Unionsparlaments. Er wurde mit dem Roter Adlerorden IV. Klasse ausgezeichnet.
Seine Tochter Ella Friederike Therese (1845–1926) heiratete am 15. Oktober 1867 den späteren General der Infanterie Eberhard von Mantey.